# Транспортни авион
Теретни авион је врста авиона посебно конструисана за превоз терета. Теретни авион обично карактеришу једна или више теретних врата, која су најчешће у склопу носа авиона или су постављена са једне од страна авиона. Теретни авиони се могу налазити у флотама авио-компанија које се баве превозом путника или у авио-компанијама које се искључиво баве превозом робе. Унутрашњост већине авиона је конструисана тако да би се утовар и истовар контејнера и палета вршио брже.
Теретни авион се разликује од путничког по томе што има шири труп, док се крила авиона најчешће налазе изнад трупа. Овај авион такође карактерише велики број точкова, како би слетање и полетање било лакше и како би маса терета била распоређенија. Код неких авиона реп се налази подигнут у односу на труп, јер се теретна врата могу налазити на задњем делу авиона.

## Историја
Авиони су још 1911. почели да се користе за превоз терета, односно поште, иако им то није била првенствена намена. Како је интерес за теретне авионе током 20-их година прошлог века почео да расте, конструктори авиона су почели да развијају авионе који би се искључиво користили за превоз терета.
Један од првих теретних авиона, Арадо Ar 232, произведен је у немачкој 1943. и имао је важну улогу у превозу терета током Другог светског рата. Произведено је око 20 примерка. До тада, за теретни превоз се користио авион Јункерс Ju 52, који је из путничког претворан у теретни авион. Највише војски је за превоз терета тада користило Даглас C-47/R4D Скајтрејн, авион који је био развијен из Дагласа DC-3. После Другог светског рата теретни авиони су имали важну улогу, нарочито током Хладног рата. У време Блокаде Берлина, организован је ваздушни мост преко којег су теретни авиони достављали робу у Берлин, што је био једини извор хране у Берлину тада.
У годинама после Другог светског рата, дошло је до експериментисања са теретним авионима. На пример теретни простор авиона C-82 Покет се могао уклонити од осталог дела авиона, а и дошло је до конструисања авиона чија су крила и реп била узвишена у односу на труп. Проналаском турбо-пропелерних млазних мотора, долази до наглог развоја теретних авиона, као што је Локид C-130 Херкул који је до данас у употреби и никада није изашао из производње од 1954.

## Цивилни теретни авион
Највише теретних авиона настало је претварањем старијих путничких авиона, који производе много буке, тако да нису погодни за превоз путника. На тржишту су у понуди и нови, искључиво теретни авиони. Теретни авиони обично имају ојачану конструкцију пода кабине и велика теретна врата на трупу, док је кабина најчешће без прозора.
Данас могу бити наручене посебне варијанте Боинга 747, које су произведене искључиво за превоз терета. Овај авион карактерише велики отвор, тј. теретна врата на носу авиона, а унутрашњост авиона је конструисана тако да утовар и истовар терета буде што бржи.

## Војни теретни авиони
Војни теретни авиони су авиони и хеликоптери који се користе за превоз војника, оружја и друге војне опреме у било које подручје војних операција широм света, обично се користе ван комерцијалних рута и у неконтролисаним ваздушним просторима. Током Другог светског рата коришћени су бомбардери, за испоруку војних снага и вучу војних једрилица. Неки војни транспортни авиони су били вишенаменски, обављајући задатке као што су допуна резервоара у ваздуху, успостава тактичких, оперативних и стратешких ваздушних мостова.

## Први теретни авиони
- Авро Ланкастријан (коришћен за превоз поште преко Атлантика)
- Авро Јорк
- Боинг C-7000
- Кертис JN-4
- Даглас М-2

## Теретни авиони у свакодневној употреби

### Амерички теретни авиони
- Аеро Спејслајнс Трудни гапи
- Аеро Спејслајнс Супер гапи
- Аеро Спејслајнс Мини гапи
- Боинг 727 (претворен из путничког у теретни авион)
- Боинг 737 (претворен из путничког у теретни авион)
- Боинг 747
- Боинг 747-8
- Боинг 757
- Боинг 767
- Боинг 777
- Даглас DC-3
- Даглас DC-8
- Даглас DC-9
- Локид L-1011 Трајстар
- Макдонел Даглас ДЦ-10
- Макдонел Даглас МД-11

### Теретни авиони Европског конзорцијума
- Ербас А300
- Ербас А310
- Ербас А320 (претворен из путничког у теретни авион)
- Ербас А330
- Ербас А380F (производња најављена за 2015)
- Бритиш Ероспејс 146QT (претворен из путничког у теретни авион)
- Бритиш Ероспејс ATPF (претворен из путничког у теретни авион)

### Руски теретни авиони
- Ил-276
- Иљушин Ил-114
- Иљушин Ил-76
- Иљушин Ил-96
- Тупољев Ту-204
- Тупољев Ту-75

### Украјински теретни авиони
- Антонов Ан-225 (Био је највећи авион на свету, и имао је носивост од 250 тона)
- Антонов Ан-178
- Антонов Ан-140
- Антонов Ан-124 (други по величини теретни авион на свету)
- Антонов Ан-74
- Антонов Ан-72
- Антонов Ан-70
- Антонов Ан-32
- Антонов Ан-26
- Антонов Ан-22
- Антонов Ан-20
- Антонов Ан-12

### Кинески теретни авиони
- Xian Y-8
- Xian Y-9
- Xian Y-20